# 거품 성운
거품 성운(NGC 7635, Bubble Nebula, Sharpless 162, Caldwell 11)은 카시오페이아자리에 있는 H II 영역이다.